# Accoppiamento (zoologia)

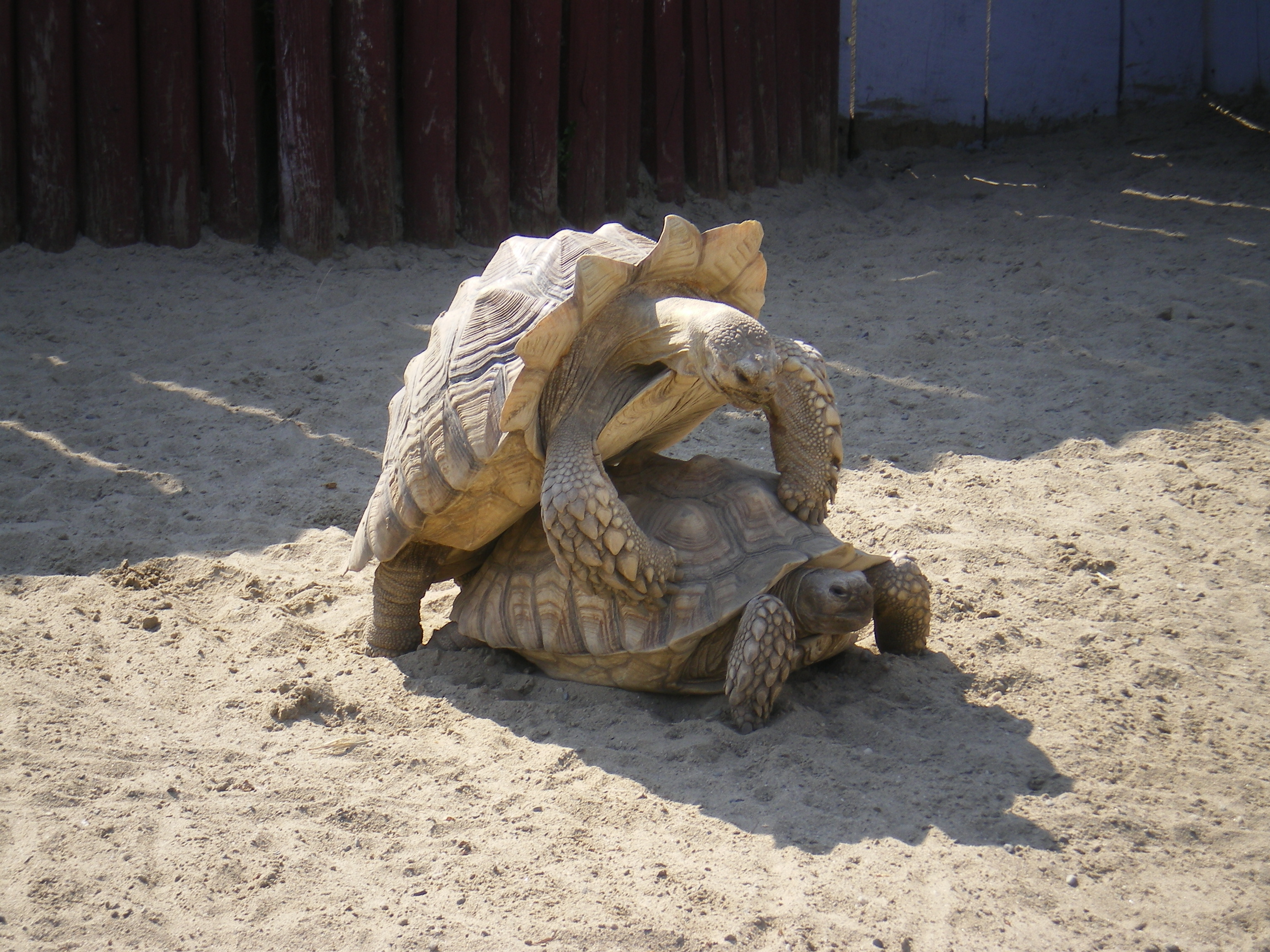
Accoppiamento tra due Testudinidae.

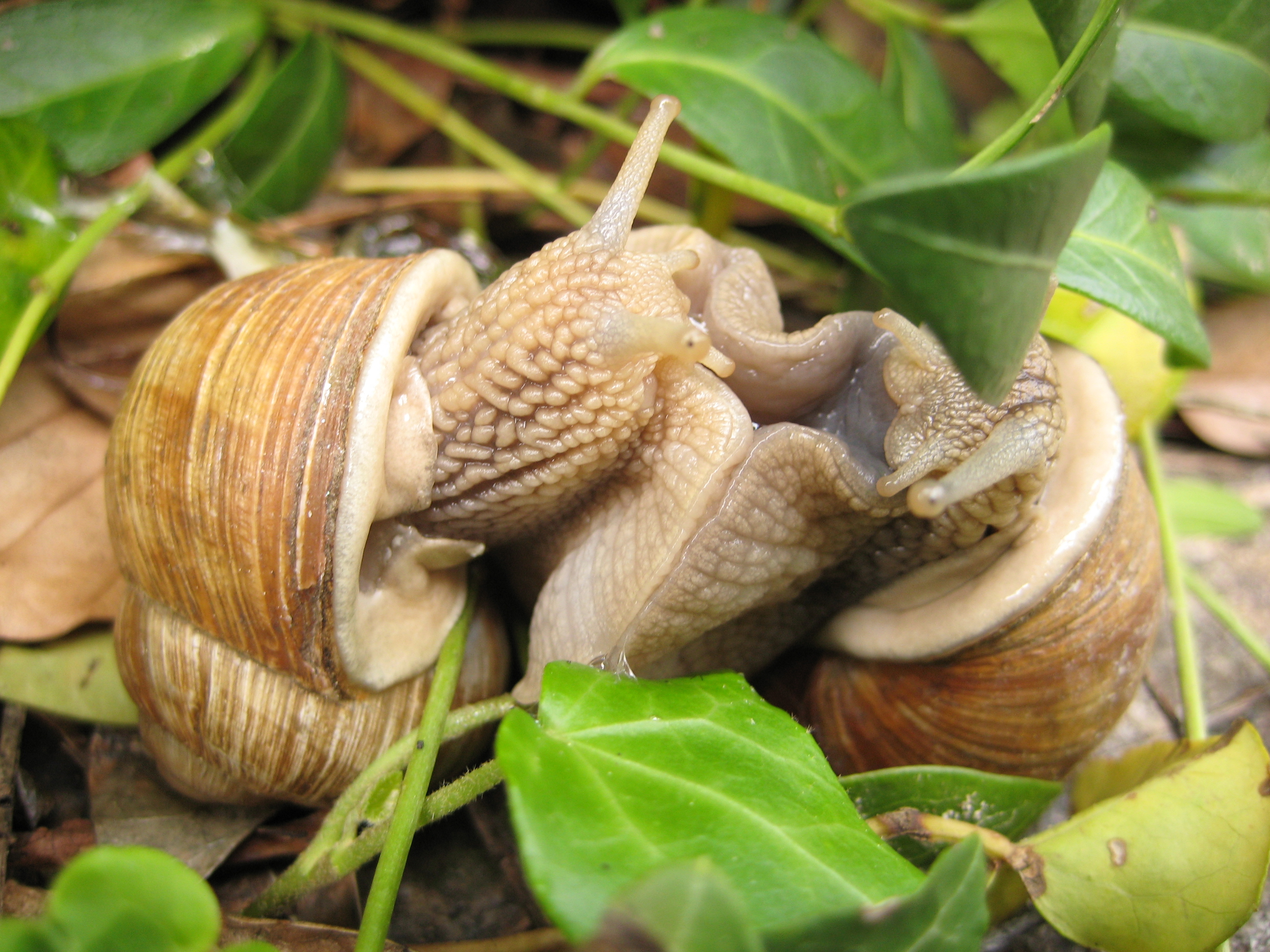
Accoppiamento tra gasteropodi ermafroditi (Helix sp.)

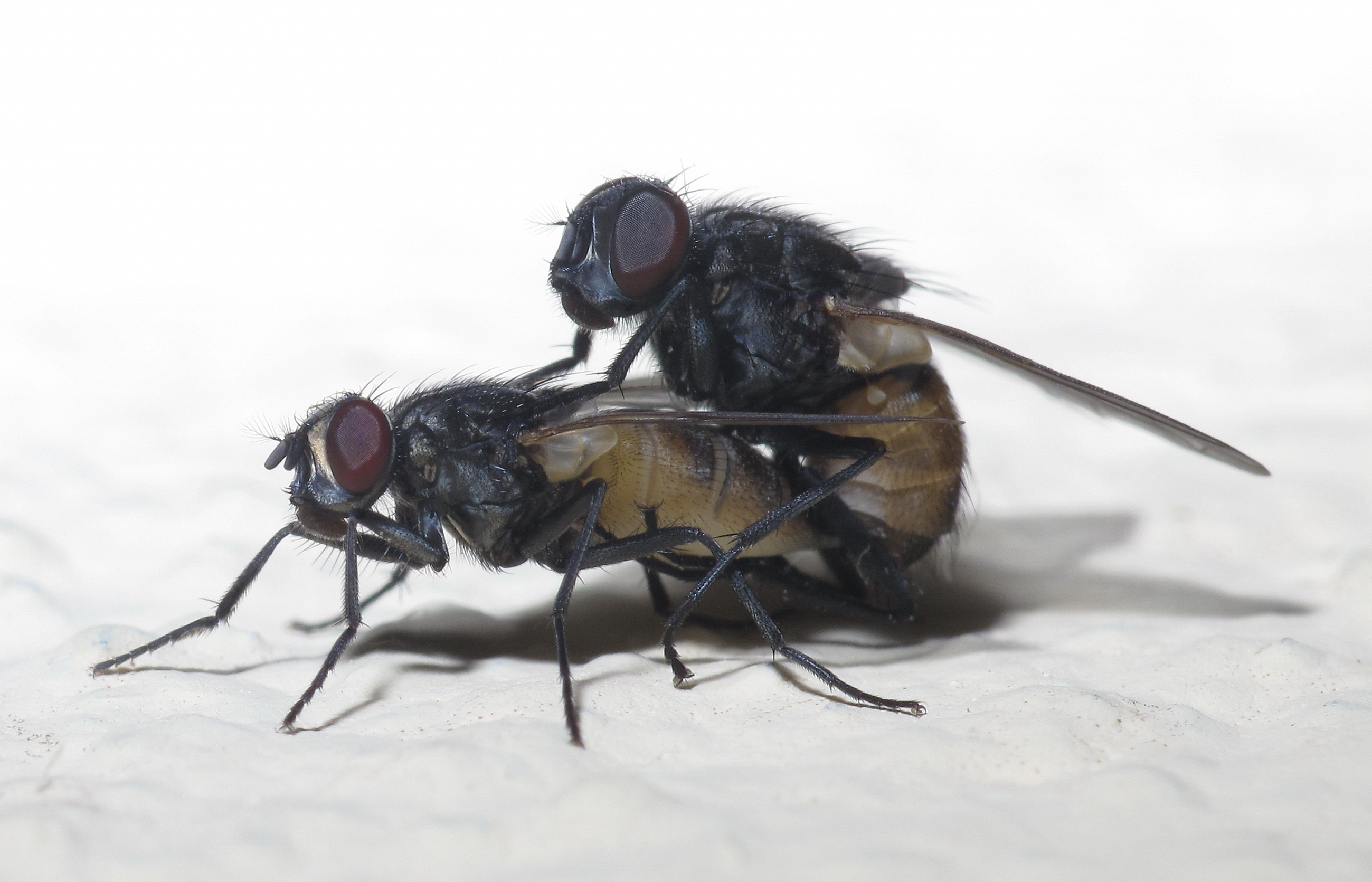
Musca domestica

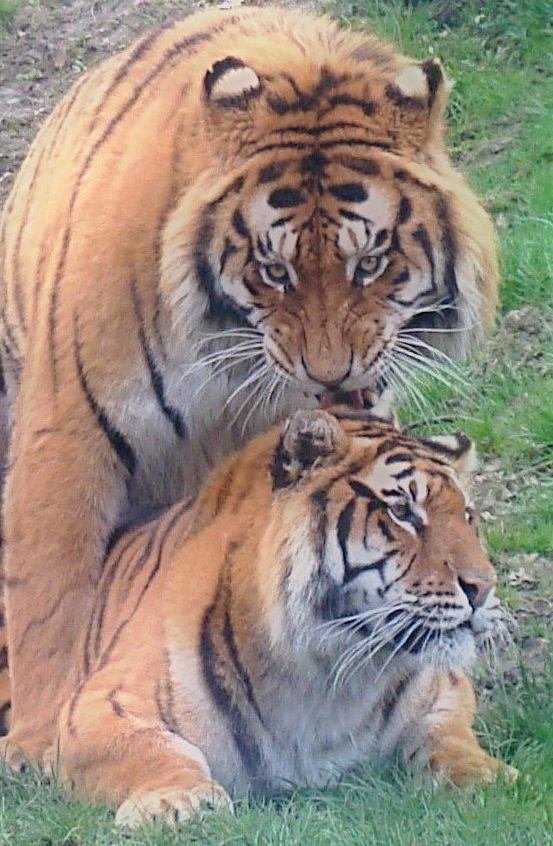
Panthera tigris

In zoologia, l'accoppiamento è l'incontro di due organismi di sesso opposto o ermafroditi a fini riproduttivi e, tra gli animali sociali, anche per allevare la propria prole. I vari metodi di accoppiamento tra gli animali sono quello casuale (panmixia), quello disassortativo, quello assortativo, o quello che prevede un gruppo di accoppiamento.
In alcuni uccelli, ad esempio, l'accoppiamento include la costruzione del nido e la nutrizione dei pulcini.
La pratica umana di far accoppiare animali domestici o di inseminarli artificialmente, prende il nome di allevamento.
Per penetrazione sessuale si intende invece l'unione vera e propria degli organi genitali di due animali fertili che porti all'inseminazione e alla fecondazione. Come accennato i due animali possono essere di sesso opposto o ermafroditi, come accade ad esempio nelle lumache.

## Artropodi

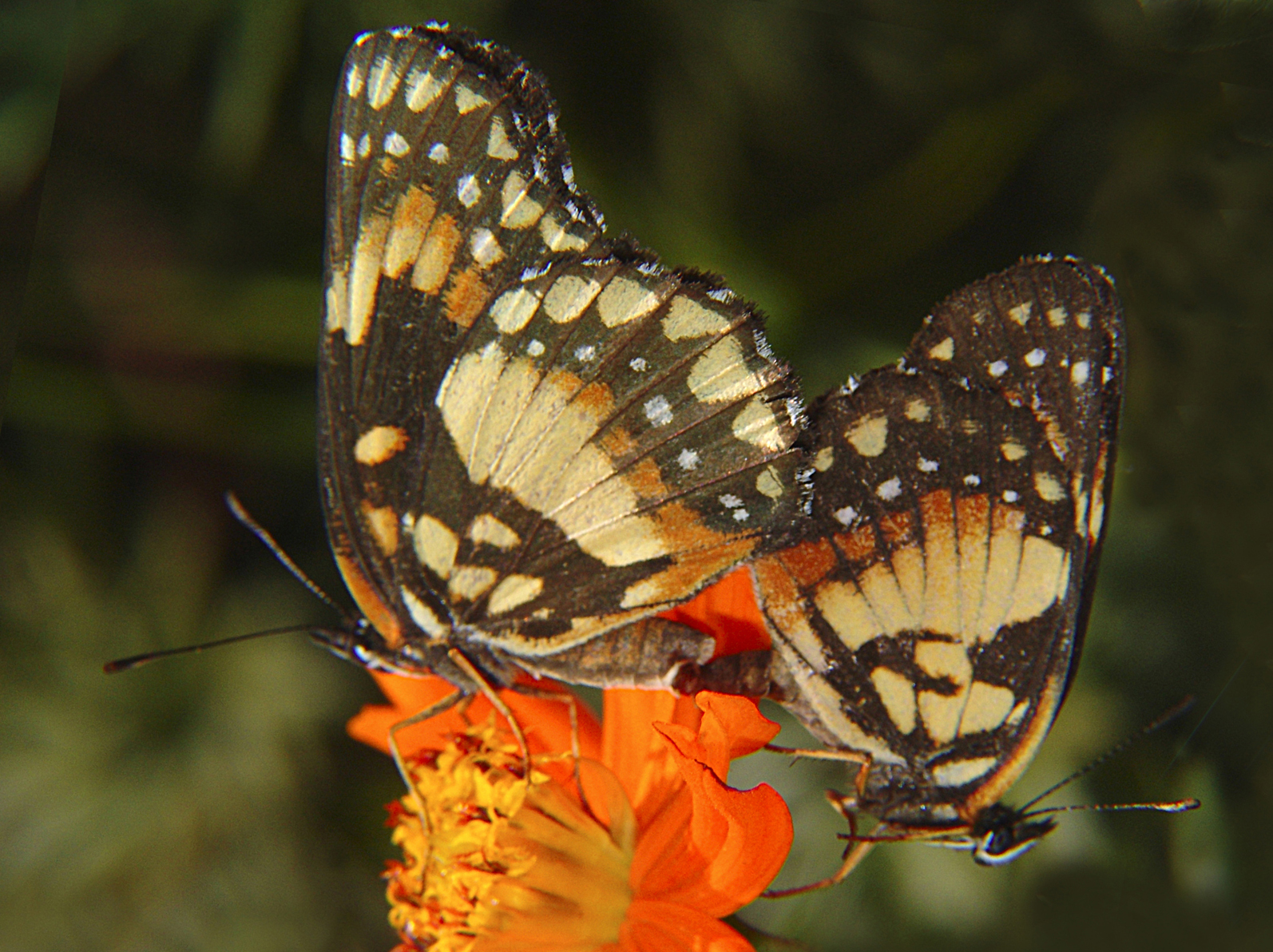
Farfalle Chlosyne lacinia si accoppiano su un fiore.

In alcuni artropodi terrestri come gli insetti che rappresentano tipi filogenetici più basali (cioè primitivi), il maschio deposita gli spermatozoi sul substrato, a volte conservati in speciali strutture, e induce col corteggiamento la femmina a introdurli nella sua apertura genitale. Non c'è penetrazione vera e propria. In altri gruppi, come le libellule e i ragni, il maschio espelle lo sperma in strutture copulatorie secondarie che stacca dal proprio apparato genitale, e che usa poi per inseminare la femmina.
Nelle libellule si tratta di sterniti modificati del secondo segmento addominale, nei ragni dei pedipalpi. Nei gruppi di insetti più sviluppati, il maschio usa il suo edeago, una struttura collegata al segmento terminale dell'addome, per depositare lo sperma direttamente (a volte incapsulato in una spermatofora) nel tratto riproduttivo della femmina.

## Vertebrati

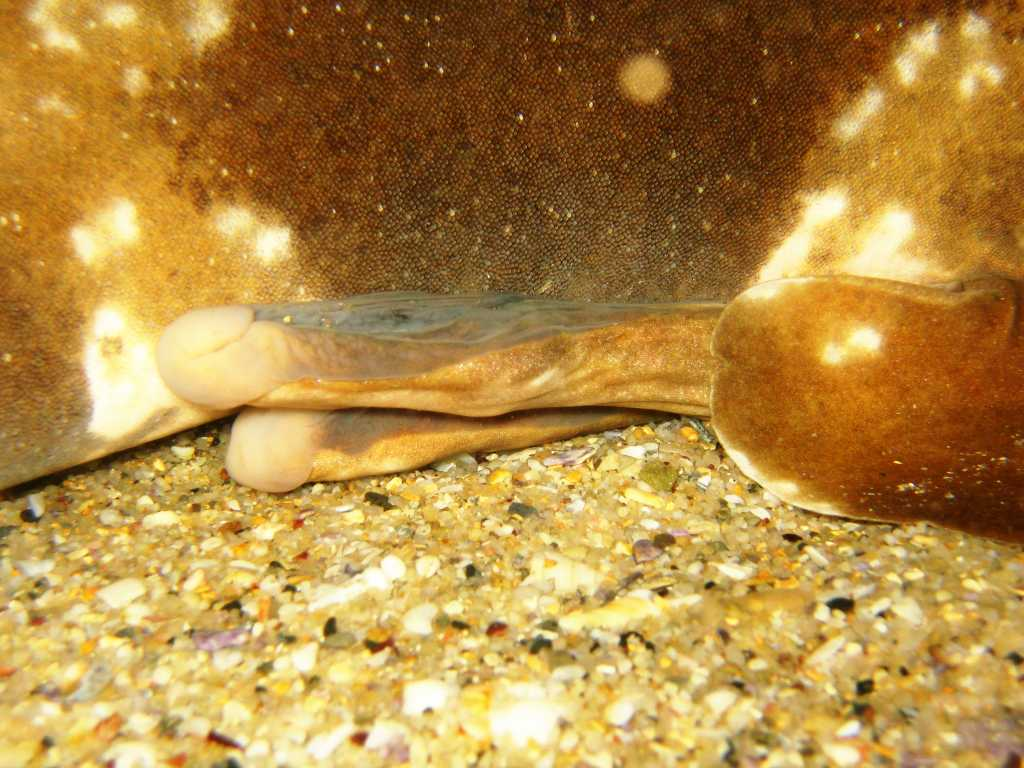
Emipeni in un maschio di squalo marmoreggiato, Orectolobus maculatus

Esistono molti altri animali che si riproducono attraverso la fecondazione esterna, inclusi molti vertebrati basali. Molti animali (come i rettili, alcuni pesci, e molti uccelli) utilizzano invece la fecondazione interna penetrando attraverso la cloaca femminile (vedi emipene), mentre i mammiferi penetrano vaginalmente.
Negli esseri umani, diversamente da quanto accade nella maggior parte degli animali, la penetrazione non sempre è associata alla riproduzione. In molti casi essa avviene per puro piacere. Si hanno evidenze di questo comportamento anche in alcune specie animali: gli scimpanzé, e in particolare i bonobo, copulano anche con femmine non fertili, presumibilmente per ricavarne piacere, e in seguito fortificare i legami sociali.